# Cazenovia
Ne doit pas être confondu avec Cazenovia (village, New York).
Cazenovia est une ville américaine située dans le comté de Madison (New York). Lors du recensement de 2010, sa population est de 7 086 habitants, dont 2 835 dans le village de Cazenovia.

## Géographie
Cazenovia se situe à 170 km d'Albany, sur un lac éponyme.
La municipalité s'étend sur 51,71 milles carrés (133,93 km2), dont 1,84 milles carrés (4,77 km2) d'étendues d'eau.

## Histoire
La ville a été nommée en l'honneur de Theophilus Cazenove, un agent de la Holland Land Company (en) lors de sa fondation en 1793 par John Lincklaen, lui-même agent de la Holland Land Company.

## Personnalités liées à la ville
- Beezie Madden (1963- ) : cavalière de saut d'obstacles américaine, y habite.
- Charles S. Fairchild (1842-1924) : homme politique américain, y est né et y est mort.
- Harrison Stiles Fairchild (1820-1901) : général de brigade américain de l'Union, y est né.